# Juan de Ovando y Aguirre
Juan de Ovando y Aguirre (Càceres, 1514 - Madrid, 8 de setembre de 1575). Eclesiàstic i jurista extremeny, fou president dels Consells d'Índies i d'Hisenda durant el regnat de Felip II.

## Biografia
Fill de Francisco de Ovando i de Leonor García de Aguirre, pertany a la família dels Ovando, de la noblesa, però a una branca il·legítima, per ser el seu pare fill natural.
Neix a Càceres, on és possible que iniciés els seus primers estudis. El grau de batxiller l'aconseguí al mateix Càceres, o a Salamanca, on el 28 de novembre de 1545 demana entrar al Col·legi Major de Sant Bartomeu de la universitat, i el 8 de juliol de 1547 ingressa al col·legi. A la universitat estudia dret, i obté la llicenciatura l'any 1551, i posteriorment es queda com a professor de la càtedra de Còdex.
El 5 de març de 1556 entra al servei de Fernando de Valdés, arquebisbe de Sevilla i Inquisidor General, i és nomenat provisor i vicari general de l'arquebisbat. També ocupa el càrrec d'inquisidor de Sevilla, i el manté malgrat la designació l'any 1559 de Juan González de Munébrega, bisbe de Tarassona, com a inquisidor en cap de Sevilla; fins a la seva sortida de Sevilla, l'any 1563. Durant les absències de l'arquebisbe governa l'arxidiòcesi, sempre mantenint informat a Valdés. Inspecciona i visita les parròquies i hospitals, decideix sobre dispenses eclesiàstiques, construcció d'esglésies i capelles, i problemes disciplinaris dels clergues.
En els anys de residència a Sevilla manté relacions epistolars amb llurs familiars com el doctor Nicolás de Ovando, que arribà a ser membre del Consell d'Ordes Militars, fra Diego de Ovando, o el doctor Alonso de Cáceres de Ovando, oïdor de Santo Domingo i Panamá; i estableix relacions d'amistat amb el canonge Pedro de Alderete, Benito Arias Montano, Mateo Vázquez de Leca i Diego de Espinosa.
En la primavera de 1564 Ovando és nomenat visitador de la universitat d'Alcalá de Henares, per a dur a terme una reforma general de la universitat. El 4 d'agost renuncia al càrrec de provisor però manté la canongia de la catedral. El 17 de setembre, ja en Alcalá de Henares, rep la reial provisió per a reformar la universitat, on li especifiquen les línies a seguir i li indiquen que les conclusions les presente davant el Consell de Castella. Actuen com a ajudants seus, Mateo Vázquez, com a secretari, i Pedro Carrillo, com a notari. En la universitat visita els diversos col·legis i realitza una completa investigació de les finances, l'administració i el professorat comprovant el compliment de les ordenances i els estatuts. Del maig a l'octubre de 1565 forma una comissió per a reformar els estatuts. En els mesos de setembre i octubre de 1565 torna a realitzar una visita pel col·legis per comprovar si han atès les recomanacions. Poc després entrega el treball realitzat al Consell de Castella.
El gener de 1566 torna a Sevilla per a reincorporar-se en el càrrec de provisor de l'arquebisbat, però pocs dies després, mou a Madrid a indicació de Diego de Espinosa, president del Consell de Castella, per a ocupar un càrrec a la cort. Espinosa ocupa la presidència del Consell General de la Inquisició al desembre de 1566, i l'11 d'eixe mes Juan de Ovando entra com a membre del Consell.
Cap a mitjans de 1567 Ovando, recomanat per Espinosa, rep l'encàrrec de visitar el Consell d'Índies, per reformar-lo i formar un cos amb totes les disposicions legislatives. Juan de Ovando envia a les autoritats indianes, tant seculars com eclesiàstiques, un qüestionari, i les respostes li serveixen per a establir un diagnòstic de la situació de la governació indiana. La visita es prolonga fins a l'any 1571, i el 28 d'agost és nomenat president del Consell d'Índies. Durant la seva presidència continua la recopilació legislativa. El 8 de setembre de 1572 és nomenat president del Consell d'Hisenda.
Mor a Madrid el 8 de setembre de 1575. El dia 4 havia fet testament, i entre altres qüestions, mana ésser soterrat a l'església de Sant Mateu de Càceres, on ja ho estaven els seus pares i altres membres de la família.